# Pilosella verruculata
Pilosella verruculata — вид рослин із родини айстрових (Asteraceae).

## Середовище проживання
Зростає у Європі й Західній Азії (Україна, євр. Росія, Грузія, Вірменія, Азербайджан, Туреччина (Анатолія), Іран, пн.-сх. Ірак).